# Setaphora patiencei
Setaphora patiencei är en kräftdjursart som först beskrevs av Bagnall 1908.  Setaphora patiencei ingår i släktet Setaphora och familjen Philosciidae. Inga underarter finns listade i Catalogue of Life.